# ويليام بي غوتليب
ويليام بي غوتليب (بالإنجليزية: William P. Gottlieb)‏ هو مصور وصحفي أمريكي، ولد في 28 يناير 1917 في بروكلين في الولايات المتحدة، وتوفي بنفس المكان في 23 أبريل 2006 بسبب سكتة.

## وصلات خارجية
- ويليام بي غوتليب على موقع IMDb (الإنجليزية)
- ويليام بي غوتليب على موقع ميوزك برينز (الإنجليزية)
- ويليام بي غوتليب على موقع ديسكوغز (الإنجليزية)